# Paul Lafargue (pilote automobile)
Pour les articles homonymes, voir Paul Lafargue et Lafargue.
Pour le cinéaste, voir Paul Laffargue.
Paul Lafargue, né le 8 juillet 1988 à Clamart (Hauts-de-Seine), est un pilote automobile français.
Il est le fils du pilote automobile et entrepreneur français Patrice Lafargue.

## Carrière
C'est en 2012 que Paul Lafargue effectua ses véritables débuts de pilote sur une course de GT Tour sur le Circuit du Val de Vienne. À la suite de cette expérience, il prendra également part à quelques épreuves du Championnat VdeV.
En 2013, avec le Lamo Racing, il participa à une manche du Championnat VdeV avec une Tatuus FR2000 et ensuite, toujours dans le même championnat, participa à des courses avec une Norma M 20 FC avec l'écurie Chateaux Sport Auto.
En 2014, c'est sous la bannière de l'Oak Racing, toujours dans le Championnat VdeV, il s'engagea dans les catégories Challenge Endurance Proto. Nous le retrouvons également chez le Ruffier Racing pour les manches Challenge Endurance GT/Tourisme. Il remporta ainsi deux courses sur les 14 courses auxquelles il a participé. 
En 2015, c'est sous la bannière de l'écurie IDEC Sport Racing, écurie crée sur les bases du Ruffier Racing, toujours dans le Championnat VdeV, il s'engagea dans les catégories Challenge Endurance Proto et Challenge Endurance GT/Tourisme. Il remporta ainsi 4 courses sur les 14 courses auxquelles il a participé. Pour agrémenter sa saison, il participa également à quelques courses du 24H Series sous l’entité Ruffier Racing aux mains d'une Porsche 911 GT3 Cup 991.
En 2016, toujours avec l'écurie IDEC Sport Racing, Paul Lafargue est particulièrement actif car on le retrouve dans le Championnat VdeV, dans les catégories Challenge Endurance Moderne et Challenge Endurance GT/Tourisme, en 24H Series, en Michelin Le Mans Cup et en European Le Mans Series.
En 2017, il continue l'aventure avec l'écurie IDEC Sport Racing et participa aux championnats European Le Mans Series et 24H Series. Pour la première fois, il participa aux 24 Heures du Mans, épreuve qu'il finira en 12e position.
En 2018, l'écurie IDEC Sport Racing se développa et inscrit deux voitures aux European Le Mans Series, la Ligier JS P217 engagée depuis la saison précédente et une Oreca 07 née d'un partenariat avec le Rebellion Racing,. Paul Lafargue se retrouva alors aux mains de l'Oreca 07, plus compétitive que la Ligier JS P217 de l'année précédente, et avec Paul-Loup Chatin et Memo Rojas comme copilotes. Cela lui permit de progresser et d'obtenir de meilleurs résultats en championnat et de monter ainsi en deux occasions sur la troisième marche du podium aux 4 Heures de Monza et aux 4 Heures de Silverstone. Après avoir sereinement préparé sa deuxième participation aux 24 Heures du Mans, l'équipage de Paul Lafargue réalise l'exploit d'obtenir la pole position pour l'épreuve. Des problèmes de boîte de vitesses pousseront malheureusement l'équipage à l'abandon à la 21e heures. Il ne pourra pas participer aux dernières manches de l'European Le Mans Series pour cause de blessure avant la manche des 4 Heures de Spa
En 2019, Paul lafargue rempila dans le championnat European Le Mans Series avec la même voiture et copilotes que l'année précédente,. Il participa, pour la troisième années consécutives, aux 24 Heures du Mans.

## Palmarès

### 24 Heures du Mans
| Année | Equipe            | Coéquipiers                      | Voiture        | Classe | Tours | Pos. | Class Pos. |
| ----- | ----------------- | -------------------------------- | -------------- | ------ | ----- | ---- | ---------- |
| 2017  | IDEC Sport Racing | Patrice Lafargue David Zollinger | Ligier JS P217 | LMP2   | 344   | 12e  | 10e        |
| 2018  | IDEC Sport Racing | Paul-Loup Chatin Memo Rojas      | Oreca 07       | LMP2   | 312   | Abd. | Abd.       |
| 2019  | IDEC Sport Racing | Paul-Loup Chatin Memo Rojas      | Oreca 07       | LMP2   | 364   | 10e  | 5e         |

### European Le Mans Series
| Année | Ecurie            | Châssis        | Moteur                     | Classe | 1     | 2        | 3        | 4      | 5      | 6     | Position | Points |
| ----- | ----------------- | -------------- | -------------------------- | ------ | ----- | -------- | -------- | ------ | ------ | ----- | -------- | ------ |
| 2016  | IDEC Sport Racing | Ligier JS P2   | Judd HK 3,6 l V8 Atmo      | LMP2   | SIL 7 | IMO Abd. | RBR      | LEC 10 | SPA 8  | EST 6 | 15e      | 6      |
| 2017  | IDEC Sport Racing | Ligier JS P217 | Gibson GK428 4,2 l V8 Atmo | LMP2   | SIL 8 | MON 9    | RBR Abd. | LEC 11 | SPA 10 | POR 9 | 18e      | 8.5    |
| 2018  | IDEC Sport Racing | Oreca 07       | Gibson GK428 4,2 l V8 Atmo | LMP2   | LEC 7 | MON 3    | RBR 4    | SIL 3  | SPA    | POR   | 8e       | 50     |
| 2019  | IDEC Sport Racing | Oreca 07       | Gibson GK428 4,2 l V8 Atmo | LMP2   | LEC 2 | MON      | BAR      | SIL    | SPA    | POR   | 2e*      | 18*    |

N.B. * Saison en cours. Les courses en " gras  'indiquent une pole position, les courses en "italique" indiquent le meilleur tour de course.